# 莫朗贝尔
莫朗贝尔（法語：Morembert，法語發音：[mɔʁɑ̃bɛʁ]）是法国奥布省的一个市镇，属于特鲁瓦区。

## 地理
莫朗贝尔（48°30'11"N, 4°19'46"E）面积2.5 平方千米，位于法国大東部大區奥布省，该省份为法国中北部省份，北起马恩省，西接塞纳-马恩省，西南至约讷省，东南至科多尔省，东临上马恩省。
与莫朗贝尔接壤的市镇（或旧市镇、城区）包括：多马坦勒科克、奥布河畔诺让、拉姆吕、沃科涅。

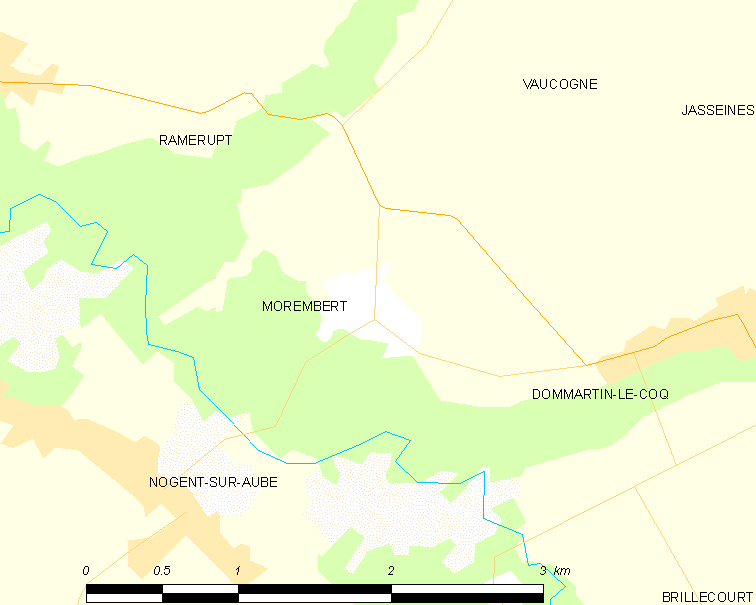
莫朗贝尔的OSM定位图

莫朗贝尔的时区为UTC+01:00、UTC+02:00（夏令时）。

## 行政
莫朗贝尔的邮政编码为10240，INSEE市镇编码为10257。

## 政治
莫朗贝尔所属的省级选区为奥布河畔阿尔西县。

## 人口

1962-2008年间莫朗贝尔人口变化图示

莫朗贝尔于2022年1月1日时的人口数量为29人。